# Baumwipfelpfad Usedom
Der Baumwipfelpfad Usedom ist ein Lehr- und Baumkronenpfad im Ostseebad Heringsdorf auf der Insel Usedom im Landkreis Vorpommern-Greifswald (Mecklenburg-Vorpommern).

## Lage
Der Baumwipfelpfad Usedom befindet sich in einem Mischwald in unmittelbarer Nähe des Heringsdorfer Bahnhofs. Der Aussichtsturm wurde auf dem Präsidentenberg errichtet, einige Meter neben dem ehemaligen Standort der Heringsdorfer Bismarckwarte.

## Beschreibung
Die Gesamtlänge des Pfads beträgt 1350 Meter, davon entfallen 785 Meter auf den hölzernen Steg und 565 Meter auf die Rampe, die auf den Aussichtsturm führt. Der Steg verläuft in einer maximalen Höhe von 23 Metern. Die Aussichtsplattform bildet mit einer Höhe von 75 m ü. NHN den höchsten Punkt der Insel Usedom. Auf dem Aussichtsturm befindet sich ein 50 Quadratmeter großes, begehbares Netz. Die Steigung des Pfads beträgt bis zu 6 Prozent, insgesamt wurden 957 Kubikmeter Lärchen- und Douglasienholz verbaut.
Auf dem Baumwipfelpfad wurden außerdem mehrere Informationspunkte zur Tier- und Pflanzenwelt der Insel Usedom eingerichtet; für Kinder gibt es eine Comic-Rallye, bei welcher verschiedene Fragen beantwortet werden müssen.
Im Eingangsgebäude befinden sich ein Souvenirshop und eine gastronomische Einrichtung.

## Galerie

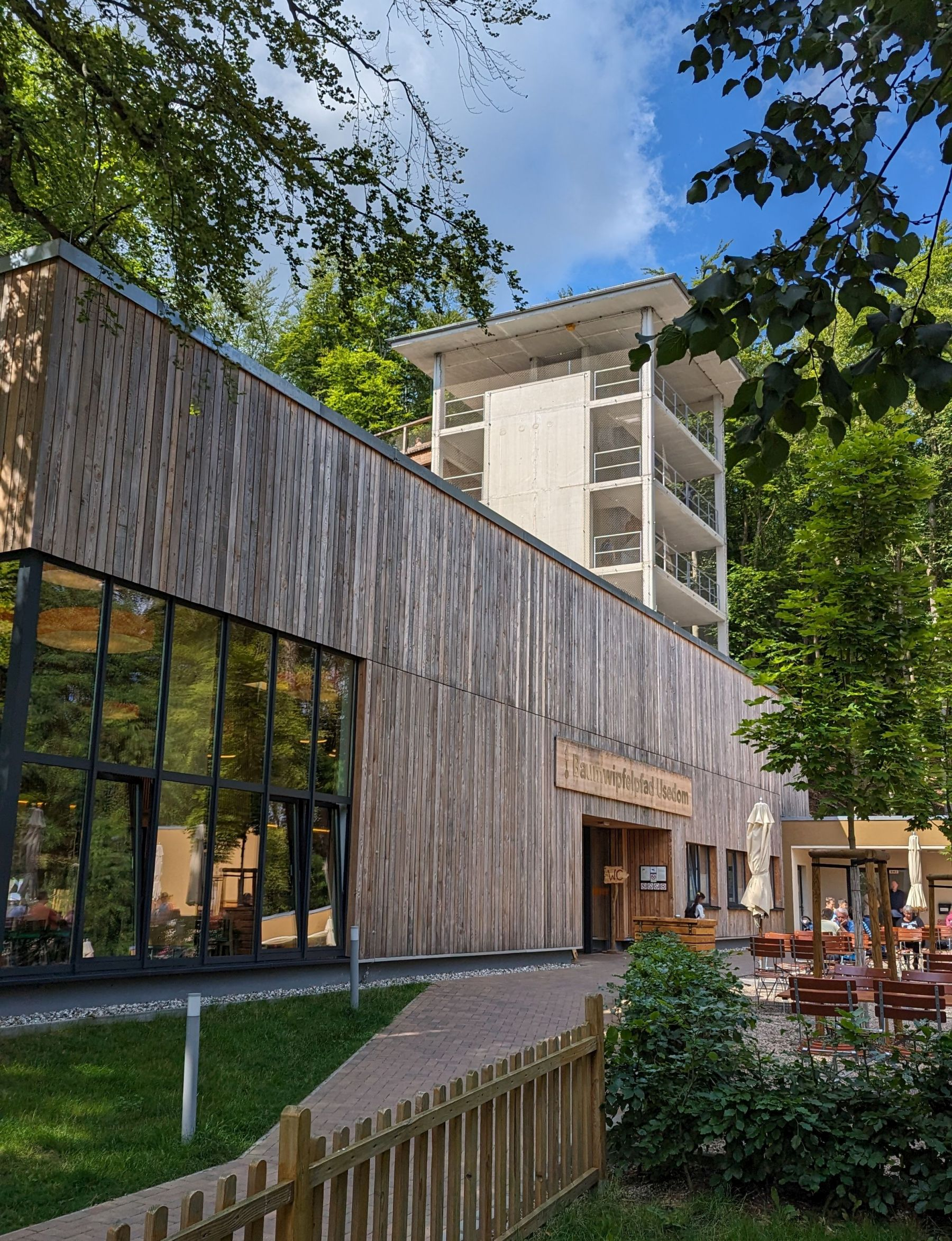
Eingang
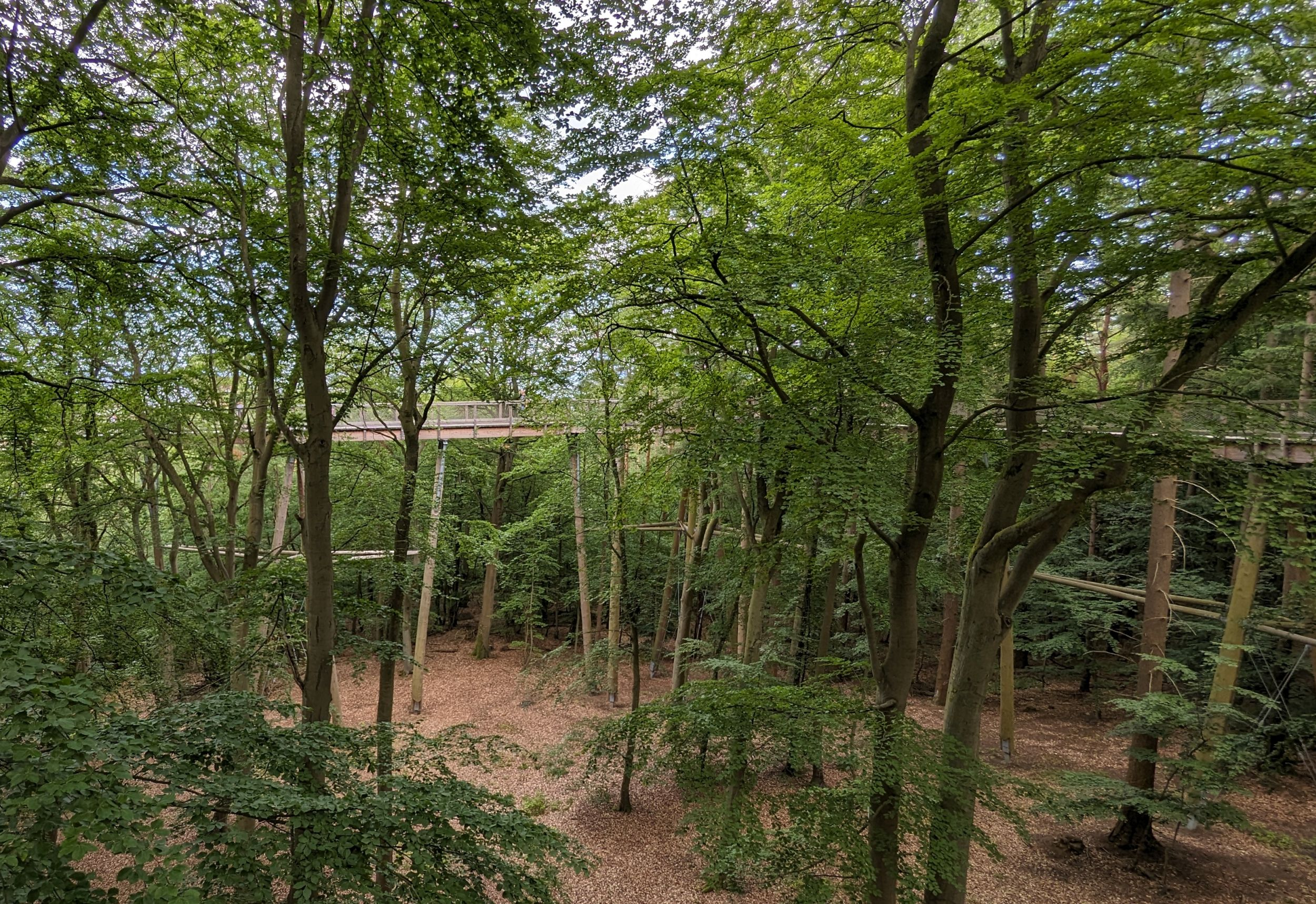
Pfad
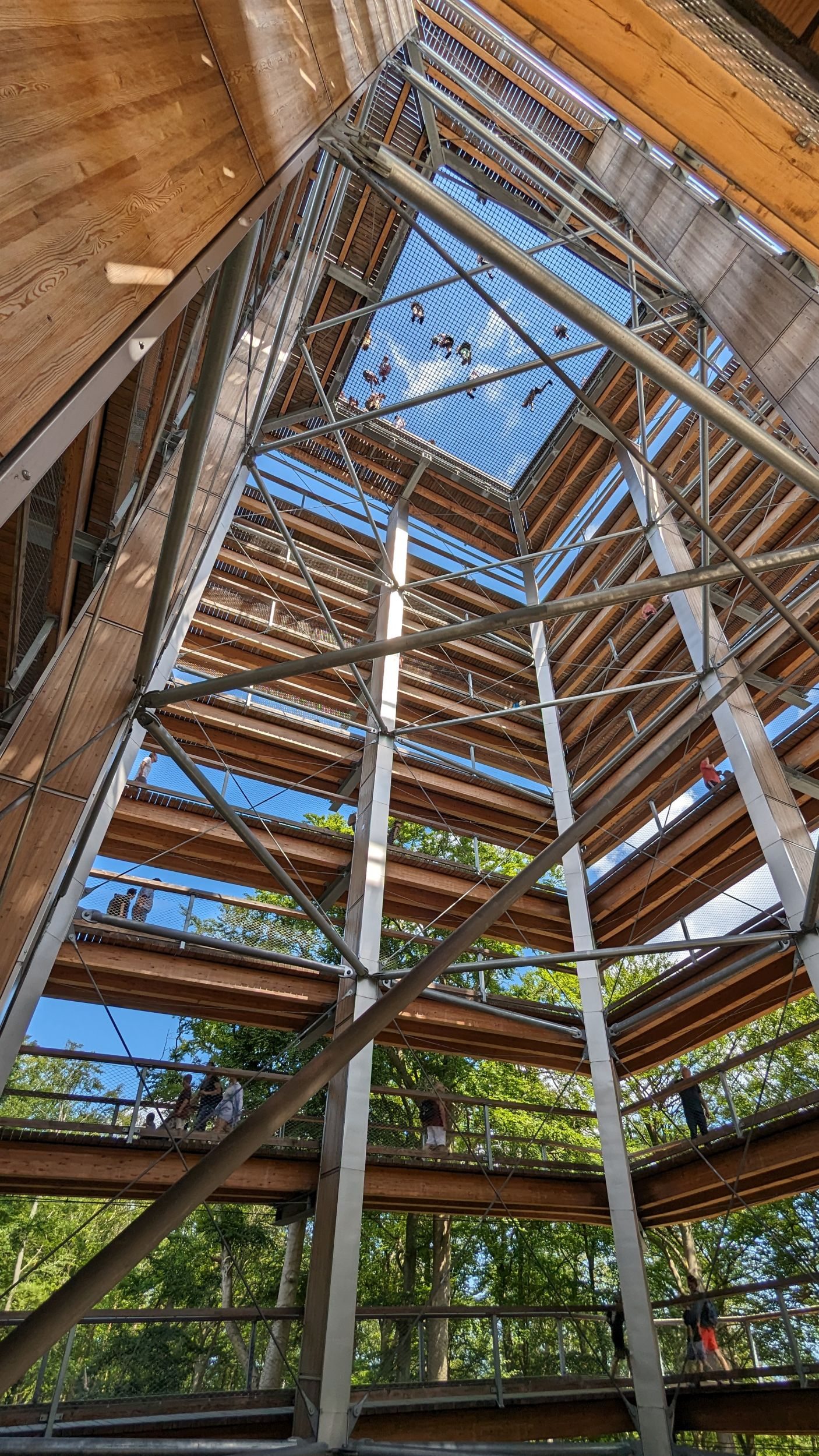
Turm
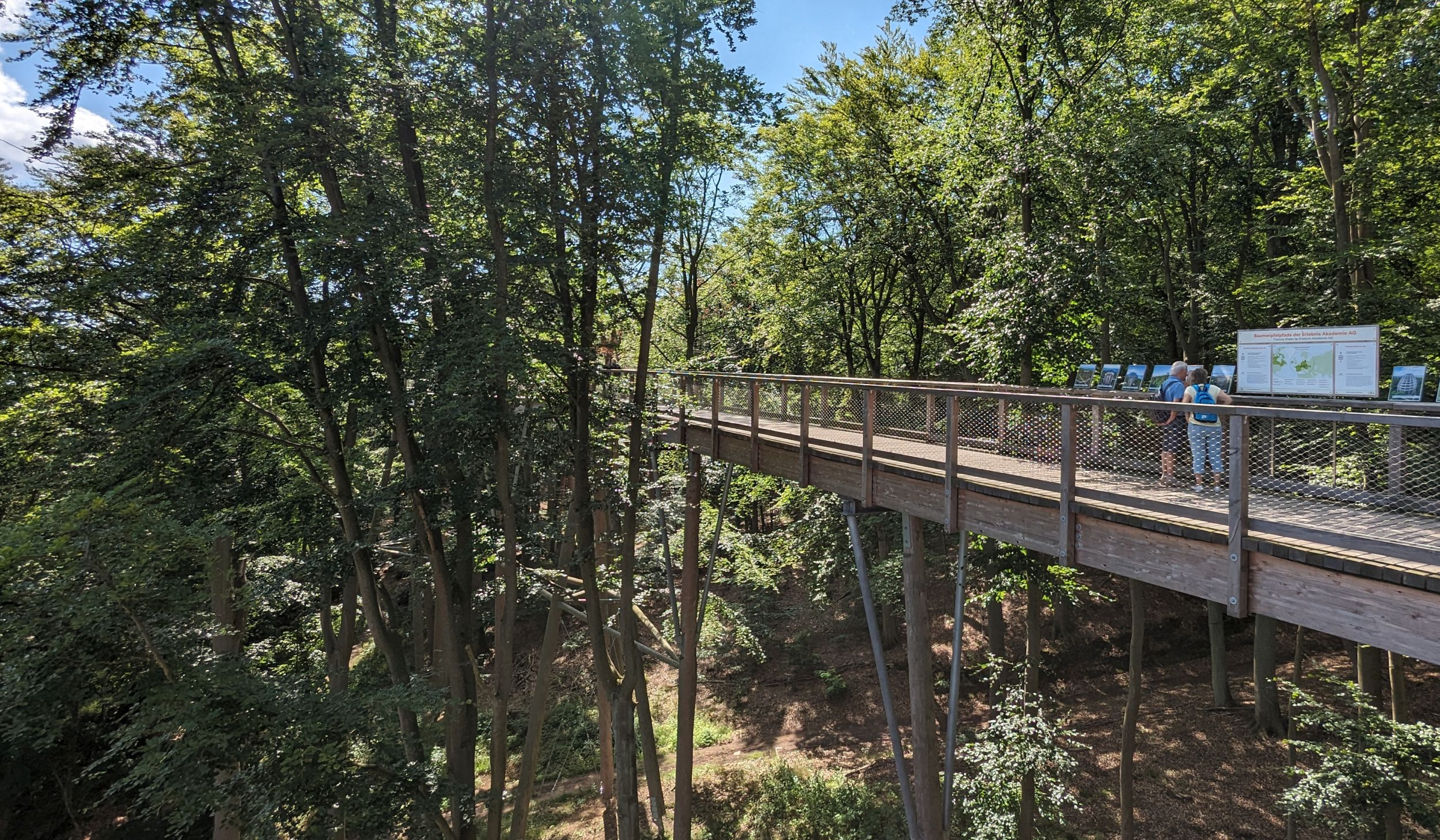
Pfad
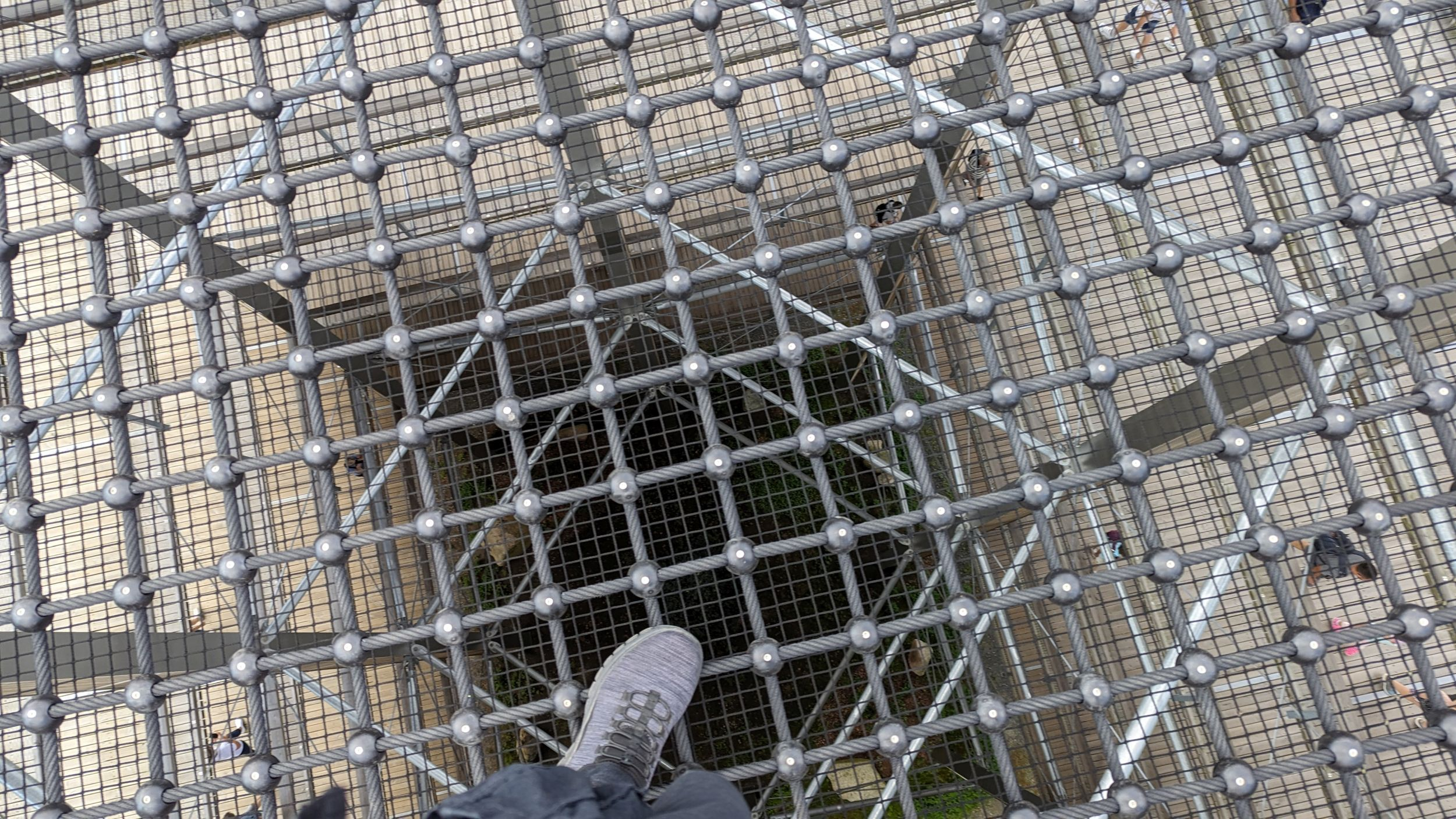
Netz auf dem Aussichtsturm